# Zombrus concolor
Zombrus concolor är en stekelart som beskrevs av Szepligeti 1914. Zombrus concolor ingår i släktet Zombrus och familjen bracksteklar. Inga underarter finns listade i Catalogue of Life.